# Conophyma uvarovi
Conophyma uvarovi är en insektsart som beskrevs av Semenov Tian-shanskij 1915. Conophyma uvarovi ingår i släktet Conophyma och familjen Dericorythidae.

## Underarter
Arten delas in i följande underarter:
- C. u. vicinum
- C. u. occidentale
- C. u. uvarovi